# Эллингем, Генри
Ге́нри Уи́льям Э́ллингем (англ. Henry William Allingham; 6 июня 1896 — 18 июля 2009) — британский долгожитель, один из последних ветеранов Первой мировой войны и старейший верифицированный живущий мужчина на Земле в период с 19 июня 2009 года и до момента смерти. 13 февраля 2007 года он стал вторым самым старым живущим мужчиной Великобритании. Был также одним из трёх старейших живущих мужчин Европы. 29 марта 2009 года Эллингем опередил по возрасту жителя Уэльса Джона Эванса, умершего в 1990 году в возрасте 112 лет и 295 дней, тем самым став старейшим среди когда-либо живших мужчин Британии. В возрасте 113 лет 13 дней он стал старейшим живущим мужчиной планеты — сразу же после смерти 19 июня 2009 года 113-летнего японского долгожителя Томодзи Танабэ, рекорд которого был официально подтверждён Книгой рекордов Гиннесса.
Генри Эллингем был самым старым из когда-либо служивших солдат в любом из подразделений Британских Вооруженных сил и старейшим ветераном Первой мировой войны. Он был последним оставшимся в живых участником Ютландского сражения, последним из членов Королевского Военно-морского Воздушного сообщения (RNAS) и последним из членов-учредителей Королевских военно-воздушных сил (RAF). С 2001 года он стал лицом Ассоциации ветеранов Первой мировой войны и делал частые общественные выступления, чтобы быть уверенным в том, что память о всех тяготах и лишениях Первой мировой войны не забыты современным поколением. Из-за его столь преклонного возраста и участия в Первой мировой войне он также являлся обладателем множества наград и почестей.
Генри Эллингем умер 18 июля 2009 года во сне, в доме престарелых, неподалёку от приморского города Брайтон на побережье Ла-Манша. Из семьи к моменту его смерти были живы: 5 внуков, 12 правнуков, 14 праправнуков и один прапраправнук. Ветеран-долгожитель являлся очевидцем событий XIX, ХХ и XXI столетий. Нынешняя, на тот момент, королева Елизавета II была уже шестым по счёту британским монархом на его веку.